# Низинне (Євпаторійський район)
Низи́нне (крим. Nızınne, до 1948 року — Топалівка) — село Євпаторійського району Автономної Республіки Крим.